# Grace Kelly (singolo)
Grace Kelly è il primo singolo del cantante libanese Mika, pubblicato il 29 gennaio 2007, tratto dall'album Life in Cartoon Motion. Il brano ha ottenuto un successo globale, specialmente nel Regno Unito dove è rimasto al primo posto in classifica di vendite per cinque settimane.
L'uso virtuosistico del registro di falsetto nella canzone ricorda per alcuni la voce di Freddie Mercury a cui Mika è stato paragonato e che è citato apertamente nel testo della canzone (le parole "So I tried a little Freddie" sono seguite da un breve saggio di sovrincisione vocale di cui Mercury era maestro). Il brano musicale è stato inoltre utilizzato in due episodi della serie televisiva Ugly Betty.
Il titolo della canzone si riconduce al personaggio di Grace Kelly, attrice teatrale e cinematografica americana divenuta Principessa di Monaco; il significato della canzone è infatti una bonaria presa in giro ai cantanti che cercano di cambiare stile solo per diventare famosi. Il cantante ha reso noto che ha scritto questa canzone come protesta verso le case discografiche che avevano rifiutato i suoi lavori e gli avevano proposto di crearsi un'immagine a lui non gradita.

## Video musicale
Il video musicale di Grace Kelly è stato diretto da Sophie Muller, prodotto da Zeno Campbell e girato agli Shepperton Studios, a Shepperton, nel Surrey, in Inghilterra, all'inizio di novembre 2006. 
Il video musicale è stato presentato in anteprima su MTV, il 15 gennaio 2007, alle 23:00. 
Presenta Mika, una bambina di nome Holly Mae Muller, che adesso è diventata cantante, gran parte della famiglia di Mika, la sua band dal vivo e alcuni dei suoi amici tra cui Janine, Bella e Raffa. Inizia con Mika al pianoforte su cui siede Holly, e finisce con tutti che festeggiano in un grande appartamento e ballano.
Il video è stato nominato per un MTV Video Music Awards Japan per il miglior video di un nuovo artista e un Nickelodeon UK Kids' Choice Awards per il miglior video musicale di MTV Hits. 
L'introduzione strumentale nel video esteso è un estratto della versione acustica della canzone presente in alcune versioni dell'album.

## Tracce
Australian/Canadian CD single
1. Grace Kelly – 3:08
2. Grace Kelly (Linus Loves Radio Edit) – 3:20
3. Over My Shoulder – 4:44
4. Grace Kelly - video

CD single
1. Grace Kelly – 3:08
2. Grace Kelly (Linus Loves Radio Edit) – 3:20
3. Over My Shoulder – 4:44

7" vinyl
1. Grace Kelly – 3:07
2. Satellite – 4:15

12" vinyl
1. Grace Kelly (Linus Loves Full Vocal Remix) – 6:46
2. Grace Kelly (Linus Loves Dub Remix) – 6:40
3. Grace Kelly (Tom Neville Full Vocal Remix) – 6:48
4. Grace Kelly (Tom Neville Dub Remix) – 7:08

## Andamento nella classifica italiana
| FIMI Top20 Singoli | FIMI Top20 Singoli | FIMI Top20 Singoli | FIMI Top20 Singoli | FIMI Top20 Singoli | FIMI Top20 Singoli | FIMI Top20 Singoli | FIMI Top20 Singoli | FIMI Top20 Singoli | FIMI Top20 Singoli | FIMI Top20 Singoli | FIMI Top20 Singoli | FIMI Top20 Singoli | FIMI Top20 Singoli | FIMI Top20 Singoli | FIMI Top20 Singoli | FIMI Top20 Singoli | FIMI Top20 Singoli | FIMI Top20 Singoli | FIMI Top20 Singoli | FIMI Top20 Singoli | FIMI Top20 Singoli | FIMI Top20 Singoli |
| ------------------ | ------------------ | ------------------ | ------------------ | ------------------ | ------------------ | ------------------ | ------------------ | ------------------ | ------------------ | ------------------ | ------------------ | ------------------ | ------------------ | ------------------ | ------------------ | ------------------ | ------------------ | ------------------ | ------------------ | ------------------ | ------------------ | ------------------ |
| Settimana          | 1                  | 2                  | 3                  | 4                  | 5                  | 6                  | 7                  | 8                  | 9                  | 10                 | 11                 | 12                 | 13                 | 14                 | 15                 | 16                 | 17                 | 18                 | 19                 | 20                 | 21                 | 22                 |
| Posizione          | 1                  | 3                  | 5                  | 6                  | 4                  | 5                  | 3                  | 8                  | 4                  | 2                  | 9                  | 5                  | 8                  | 13                 | 17                 | -                  | 21                 | 17                 | -                  | -                  | 34                 | 17                 |

## Classifiche
| Classifica (2007)   | Massima posizione |
| ------------------- | ----------------- |
| Australia           | 2                 |
| Austria             | 3                 |
| Belgio              | 2                 |
| Brasile             | 36                |
| Bulgaria (radio)    | 1                 |
| Canada              | 3                 |
| Croazia             | 1                 |
| Repubblica Ceca     | 4                 |
| Danimarca           | 1                 |
| Paesi Bassi         | 2                 |
| Estonia             | 7                 |
| Finlandia           | 5                 |
| Germania            | 4                 |
| Irlanda             | 1                 |
| Italia              | 1                 |
| Ungheria            | 9                 |
| Giappone (radio)    | 3                 |
| Lettonia (radio)    | 2                 |
| Lussemburgo         | 1                 |
| Nuova Zelanda       | 2                 |
| Norvegia            | 1                 |
| Portogallo          | 8                 |
| Polonia             | 16                |
| Sudafrica           | 2                 |
| Spagna              | 6                 |
| Slovacchia          | 4                 |
| Svezia              | 4                 |
| Svizzera            | 2                 |
| Regno Unito         | 1                 |
| Stati Uniti         | 57                |
| Stati Uniti (Pop)   | 54                |
| Stati Uniti (Adult) | 27                |
| Venezuela           | 9                 |